# Kanadas ursprungsbefolkning
Kanadas ursprungsbefolkning definieras enligt Constitution Act, 1982 som den nordamerikanska ursprungsbefolkning - First Nations (tidigare kallade indianer), inuiter och métiser - som bor inom landets gränser.  Denna grupp omfattade1 700 000 människor, varav 970 000 First Nations, resterande 730 000 är métiser och inuiter. 2021 hade gruppen av First Nations  vuxit till 1 127 010. Det fanns 630 olika grupper av First Nations i Kanada.
Dessa grupper har sina egna parlamentariska organ: Assembly of First Nations för First Nations, Inuit Tapiriit Kanatami för inuiterna och Métis National Council och Congress of Aboriginal Peoples för woodlands och andra métiskulturer.
En utredning på 1990-talet, Royal Commission on Aboriginal Peoples, tillkom som ett regeringsinitiativ och kom att få stor betydelse. Utredningen fastställde många av regeringens tidigare riktlinjer, till exempel ett lokalt skolväsende (Canadian residential school system), och utformade flera rekommendationer för regeringens fortsatte agerande.
Listor över First Nations, inuiternas och métisernas samhällen i Kanada finns i separata artiklar för respektive provins och territorium:
- Albertas ursprungsbefolkning
- Atlantprovinsernas ursprungsbefolkning
- British Columbias ursprungsbefolkning
- Ursprungsbefolkningen i Kanadas territorier
- Manitobas ursprungsbefolkning
- Ontarios ursprungsbefolkning
- Saskatschewans ursprungsbefolkning
- Québecs ursprungsbefolkning